# Camille Muzinga
Camille Muzinga (ur. 6 grudnia 1980), piłkarz kongijski grający na pozycji obrońcy.

## Kariera klubowa
Karierę piłkarską Muzinga rozpoczął w mieście Kinszasa, w tamtejszym klubie AC Sodigraf. W 1996 roku zadebiutował w jego barwach w pierwszej lidze Demokratycznej Republiki Konga. W 1997 roku przeszedł do innego stołecznego klubu, DC Motema Pembe. W 1998 roku wyjechał do Belgii i został zawodnikiem K Sint-Niklase SKE, grającego w trzeciej lidze belgijskiej. Po roku gry w tym klubie odszedł do KSC Lokeren. Piłkarzem Lokeren był przez 4,5 roku i rozegrał w nim 33 spotkania w pierwszej lidze. Wiosną 2001 był wypożyczony do Bursasporu, a wiosną 2003 - do Rapidu Bukareszt, z którym został mistrzem Rumunii. W latach 2004–2005 był zawodnikiem katarskiego Al-Khor.

## Kariera reprezentacyjna
W reprezentacji Demokratycznej Republiki Konga Muzinga zadebiutował w 1996 roku. W 2004 roku został powołany do kadry na Puchar Narodów Afryki. Na tym turnieju rozegrał 2 spotkania: z Gwineą (1:2), z Tunezją (0:3) i z Rwandą (0:1).